# Roberto Hilbert
Roberto Hilbert (Forchheim, 16 de octubre de 1984) es un exfutbolista alemán que jugaba de centrocampista.

## Trayectoria
Siendo jugador del SpVgg Greuther Fürth, en enero de 2019 bajó al equipo filial para jugar los últimos meses de su carrera.

## Selección nacional
Su debut como internacional con la selección de fútbol de Alemania se produjo el 28 de marzo de 2007 en un partido contra Dinamarca. 

## Clubes
| Club                    | País     | Año       |
| ----------------------- | -------- | --------- |
| 1. SC Feucht            | Alemania | 2002-2004 |
| SpVgg Greuther Fürth    | Alemania | 2004-2006 |
| VfB Stuttgart           | Alemania | 2006-2010 |
| Beşiktaş J. K.          | Turquía  | 2010-2013 |
| Bayer 04 Leverkusen     | Alemania | 2013-2017 |
| SpVgg Greuther Fürth    | Alemania | 2017-2019 |
| SpVgg Greuther Fürth II | Alemania | 2019      |

## Palmarés

### Títulos nacionales
| Título          | Club           | País     | Año  |
| --------------- | -------------- | -------- | ---- |
| 1. Bundesliga   | VfB Stuttgart  | Alemania | 2007 |
| Copa de Turquía | Beşiktaş J. K. | Turquía  | 2011 |